# 포항영신중학교
포항영신중학교(浦項榮信中學校)는 대한민국 경상북도 포항시 북구 우현동에 위치한 사립 중학교이다.

## 학교 연혁
- 1989년 5월 9일 : 학교법인 벽산학원 설립(초대 강신우 이사장 취임)
- 1993년 12월 30일 : 포항영신중학교 설립인가(12학급)
- 1994년 3월 7일 : 포항영신중학교 개교 및 제1회 입학식(4학급 200명)
- 1996년 11월 30일 : 교지 창간호 '벽산' 발행
- 1997년 2월 11일 : 제1회 졸업식(4학급 191명)
- 1998년 4월 2일 : 태권도부 창단
- 2004년 12월 20일 : 느티나무도서관 개관
- 2013년 4월 29일 : 제4대 추선희 이사장 취임
- 2014년 10월 29일 : 개교20주년 기념 벽산예술제(경북학생문화회관)
- 2023년 3월 1일 : 제9대 임용규 교장 취임
- 2024년 1월 25일 : 제28회 졸업식(4학급 102명, 누계 4,946명)
- 2024년 3월 4일 : 제31회 입학식(5학급 119명)

## 참고 자료
- 포항영신중학교 - 한국교육학술정보원 학교알리미